# Exix colorados
Exix colorados är en stekelart som beskrevs av Mason 1981. Exix colorados ingår i släktet Exix och familjen bracksteklar. Inga underarter finns listade i Catalogue of Life.